# The Story of My Life (singel Millencolin)
The Story of My Life – singel szwedzkiego punkrockowego zespołu Millencolin z ich drugiego albumu Life on a Plate. Singel wydano 20 września 1995, a piosenki zostały dołączone do albumu kompilacyjnego z 1999 The Melancholy Collection.

## Lista utworów
1. "Story of My Life" (MP3 | TELEDYSK)
2. "9 to 5"
3. "Dragster"